# Ethel Mary Doidge
Ethel Mary Doidge (1887–1965) fue una micóloga, y bacterióloga anglo-sudafricana.

## Biografía
Doidge era aborigen de Nottingham, Inglaterra, se educó en la Epworth School de Pietermaritzburg y en el Huguenot College Archivado el 10 de junio de 2015 en Wayback Machine., Wellington, provincia Occidental del Cabo, ambos institutos de Sudáfrica.
En 1908, se unió al Dto. de Agricultura de Transvaal, como asistente del Dr. I.B. Pole Evans.
En 1909, fue galardonada con un M.A. por la Universidad del Cabo de Buena Esperanza, y en 1914 un D.Sc; siendo la primera mujer en obtener un doctorado en Sudáfrica. Su tesis se tituló A bacterial disease of mango, Bacillus mangiferae.. Esa enfermedad bacterial del mango, Bacillus mangiferae no era previamente conocida fuera de Sudáfrica y causó considerable daño a la producción de mango por años.
En 1912, fue elegida miembro de la Sociedad Linneana (F.L.S.) En 1919, fue nombrada jefa adjunta de la División de Botánica y Patología Vegetal, y en 1929 fitopatóloga directora, cargo que ocupó hasta su jubilación en 1942. Sus servicios fueron requeridos durante otros cuatro años, tiempo durante el cual completó The South African fungi and lichens
A través de su conocimiento de la bacteriología y micología, se las arregló para resolver problemas de importancia para la agricultura. Fue nombrada miembro del primer Consejo de la Universidad de Sudáfrica. Fue miembro fundante de la South African Biological Society y en 1922 se le otorgó el galardón mayor de la Sociedad, la Medalla Memorial Senior Captain Scott, por sus estudios sobre la fitopatología de las plantas sudafricanas.

## Algunas publicaciones
- «A BACTERIAL DISEASE OF THE MANGO. BACILLUS MANGIFERAE N.SP». Annals of Applied Biology (PhD) 2 (1). 1915: 1-45. ISSN 0003-4746. doi:10.1111/j.1744-7348.1915.tb05424.x.
- The South African Fungi and Lichens to the End of 1945. Government Printer, South Africa. 1950.
- «A TOMATO CANKER». Annals of Applied Biology 7 (4): 407-430. 1921. ISSN 0003-4746. doi:10.1111/j.1744-7348.1921.tb05528.x.
- «A BACTERIAL BLIGHT OF PEAR BLOSSOMS OCCURRING IN SOUTH AFRICA.». Annals of Applied Biology 4 (1-2): 50-74. 1917. ISSN 0003-4746. doi:10.1111/j.1744-7348.1917.tb05904.x.
- «SOUTH AFRICAN MICROTHYRIACEAE». Transactions of the Royal Society of South Africa 8 (1): 235-282. 1919. ISSN 0035-919X. doi:10.1080/00359191909520002.

- La abreviatura «Doidge» se emplea para indicar a Ethel Mary Doidge como autoridad en la descripción y clasificación científica de los vegetales.[4]

## Otras lecturas
- Verwey, E. J. (1999). New Dictionary of South African Biography. Vol V. HSRC Press. p. 202. ISBN 978-0-7969-1648-8.